# Kristóf Rasovszky
Kristóf Rasovszky (ur. 27 marca 1997 w Veszprémie) – węgierski pływak długodystansowy, mistrz olimpijski (2024), mistrz świata i dwukrotny mistrz Europy.

## Kariera
W 2016 roku na igrzyskach olimpijskich w Rio de Janeiro w konkurencji 1500 m stylem dowolnym zajął 35. miejsce z czasem 15:29,36 min.
Rok później, podczas mistrzostw świata w Budapeszcie na dystansie 10 km uplasował się na piątej pozycji. W konkurencji 5 km na otwartym akwenie był siódmy.
W 2018 roku na mistrzostwach Europy w Glasgow zwyciężył na dystansie 5 i 25 km na otwartym akwenie. W wyścigu na 10 km zdobył srebrny medal, przegrywając o zaledwie 0,04 s z Holendrem Ferrym Weertmanem.
W tym samym roku magazyn Swimming World przyznał mu tytuł Najlepszego Pływaka Długodystansowego na Świecie.
Na igrzyskach olimpijskich w Tokio w 2021 roku zdobył srebrny medal na dystansie 10 km na otwartym akwenie.